# Rio Quiteroi
Rio Quiteroi är ett vattendrag i Brasilien.   Det ligger i delstaten Mato Grosso do Sul, i den södra delen av landet, 900 km sydväst om huvudstaden Brasília.
Trakten runt Rio Quiteroi består i huvudsak av gräsmarker. Runt Rio Quiteroi är det glesbefolkat, med 11 invånare per kvadratkilometer.